# Los vom Mann!
Los vom Mann! ist ein deutsches Stummfilmlustspiel aus dem Jahre 1917 von und mit Viggo Larsen und Wanda Treumann in der weiblichen Hauptrolle.

## Handlung
Herr Haselbach ist alles andere als ein Tierfreund, hat sich aber zu seinem großen Unglück in die Tierärztin Hanna Köhler verliebt! Um bei ihr landen zu können schaffte er sich widerwillig einen Hund an, um einen Grund zu haben, bei ihr immer mal wieder vorbeischauen zu können. Hanna erkennt sofort, dass das Tier kerngesund ist, ahnt aber auch gleich, dass der Hund wohl nur Mittel zum Zweck ist. Sie findet Haselbachs Idee goldig, und es dauert nicht lange, da werden die beiden ein Paar und aus der Tierärztin Frau Haselbach. Als sich Hannas Erbtante Cassandra aus Amerika zum Besuch anmeldet, herrscht Alarmstufe Rot. Denn die schrullige ältere Dame findet, dass die Frauenwelt keine Männer braucht, um glücklich zu sein. Ihre Devise lautete stets: „Los vom Mann!“ Da bislang auch Hanna unbemannt war, hatten sich Cassandra und ihre Nichte bis dato ausgezeichnet verstanden.
Haselbach wird daher, weil es heute einen Engpass beim Dienstpersonal gibt und er deswegen daheim eingespannt ist, von Hanna der eintrudelnden Erbtante als neuer Diener „verkauft“. Der hat aber längst einen Plan ersonnen, es der alten Männerfeindin richtig heimzuzahlen, zumal sich auch diverse andere „Gesinnungsgenossinnen“ Cassandras eingefunden haben. Um den schrulligen Schreckschrauben gehörig Angst einzujagen, bedarf es lediglich einer kleinen Maus, denkt sich Haselbach. Das süße kleine Grautier ist rasch besorgt und wird in denjenigen Moment im Saal freigelassen, als die Blaustrümpfe zur Tagesordnung schreiten wollen. Alles kreischt und flüchtet auf die Stühle. In der allgemeinen Verwirrung taucht „Diener“ Haselbach auf und zeigt sich als „ganzer Mann“, in dem er den wilden kleinen „Unhold“ kurzerhand fängt und somit vor den Frauen als Held dasteht. Haselbach stellt sich als Gatte Hannas vor und macht damit erst einmal Erbtante Cassandra sprachlos. Mit todernster Miene erklärt Hanna, dass Frauen sicherlich alles könnten, nur eben doch keine Mäuse fangen und somit Männer doch zu etwas gut seien, zumal sie daheim viele Mäuse hätte, erntet sie zunächst allgemeines Gelächter und schließlich sogar Cassandras Segen für diese Verbindung.

## Produktionsnotizen
Los vom Mann!, auch geführt unter Los vom Mann und Los vom Manne!, entstand im Messter-Film-Atelier in Berlins Blücherstraße 32, besaß drei Akte und war 1012 Meter lang. Der Film passierte im Mai 1917 die Filmzensur, erhielt Jugendverbot und wurde noch im selben Monat in Berlins Mozartsaal erstmals vorgeführt.

## Kritik
„Los vom Mann! Ist die Devise der reichen Tante aus Amerika. Daher muß die junge, verheiratete Nichte etwas ersinnen, um die Unentbehrlichkeit ihres Gatten der Tante gegenüber zu beweisen (…) Dieser lustige Gedanke wird in einer Reihe der köstlichsten Szenen dargestellt, die noch durch das ungeheuer flotte Spiel der Darsteller ihre besondere Würze erhalten.“